# Randolph, Massachusetts
Randolph är en stad i Norfolk County i delstaten Massachusetts, USA. Vid 2020 års folkräkning hade Randolph 34 984 invånare.

## Kända personer från Randolph
- Mary Eleanor Wilkins Freeman, författare